# Чорний хід (фільм)
«Чорний хід» (нім. Hintertreppe) — німий німецький фільм, знятий у 1921 році режисером Леопольдом Йєснером у співавторстві з Паулем Лені. Стрічка стала предтечею стилю «камершпіле» у німецькому кінематографі 1920-х років.

## Сюжет
Молода жінка, що працює служницею в панському будинку (Генні Портен), збирається вийти заміж, але її коханий кудись поїхав і навіть не пише їй листів. Щодня дівчина допитується у листоноші — чи немає для неї листа. Листоноша (Фріц Кортнер) — потворний зовні і дебільний за вдачею, — закоханий у дівчину і агресивний та винахідливий. Він перехоплює листи і тільки чекає свого часу. Живе він у підвалі, і одного дня, покоряючись чи то жалю до цієї істоти, чи то з відчуття самотності, дівчина приходить до нього в підвальну кімнату, де, на свій жах, дізнається правду про листи. І в цей момент повертається нарешті її коханий (Вільгельм Дітерле). Дізнавшись, куди потрапляли усі його листи, хлопець шаленіє і, не звертаючи уваги на протести й умовляння дівчини, береться за дебіла-листоношу. Зав'язується бійка, в якій листоноша устигає схопити сокиру, і хлопець отримує смертельний удар. Збожеволіла дівчина біжить з підвалу сходами на дах і не відчуваючи, де вона, зривається вниз, розбиваючись об камінь на бруківці.

## У ролях
| Актор          |   | Роль      |
| -------------- | - | --------- |
| Генні Портен   | • | Служниця  |
| Фріц Кортнер   | • | Листоноша |
| Вільям Дітерле | • | Ремісник  |
| Юджин Дітерле  |   |           |

## Погляд кінознавців
Розпочата як романтична драма, завдяки своєму експресіоністичному настрою, стрічка поступово перетворюється на фільм жахів. А повільний підйом і спуск листоноші спіральними сходами пансіону, повторений у фільмі шість разів, виявляється символом цього жаху.
Експресіоністичні настрої «Чорного ходу» проявляються не в химерній архітектурі декорацій, а у вишуканій грі світла та тіней. Більшість екранного часу всі персонажі, крім пари центральних коханців, показано виключно у вигляді тіней. І навіть у сцені довгоочікуваного повернення першого коханого покоївки його тінь виглядає підкреслено більшою за розміром, ніж він сам.
Ледь не найбільшою новацією «Чорного ходу», як і інших фільмів Майєра цього періоду — «Святвечір» (1923), «Остання людина» (1924), — є те, що стрічка обходиться майже без титрів.

## Показ в Україні
У 2016 році стрічка була представлена на фестивалі «Німі ночі» в музичному супроводі українського проекту «JULINOZA».